# 阿普巴蕾
阿普巴蕾（巴宰語：apubari），是台灣巴宰族傳說中管控著風的奇人，因為怠忽職守而被殺害。

## 基本資料
阿普巴蕾的外表是個年老且頭上長著腫瘤的女性，她住在巴宰族住處的北方大山上的大洞中，那個洞平常是封閉的，打開來就會有風，且開得越大越猛烈，由住在其中的她負責掌管風的大小。

## 傳說
據說有一天阿普巴蕾為了治好頭上的腫瘤，離開洞穴跑去曬太陽，因為太舒服了所以不小心睡著，一睡就是三天三夜，還忘記關上洞窟導致暴風瘋狂從其中湧出，讓巴宰族苦不堪言，這時有個勇士上山來找洞窟，發現阿普巴蕾便射死她，並且破壞洞窟中她的住處，風才終於平息下來。

## 現代研究
阿普巴蕾名字的意思是「風婆」（apu：婆；bari：風），是巴宰族人給她的稱呼。另外，傳說中她所居住的「北方的大山」的確切位置和勇士不叫醒她反而以殺死她的方式來平息暴風的原因，目前還無從得知。